# La Chapelle-Rambaud
La Chapelle-Rambaud è un comune francese di 223 abitanti situato nel dipartimento dell'Alta Savoia della regione dell'Alvernia-Rodano-Alpi.

## Società

### Evoluzione demografica
Abitanti censiti